# Indicateur de complexométrie
Pour les articles homonymes, voir Indicateur.
Un indicateur de complexométrie, ou indicateur complexométrique, est un indicateur coloré ionochrome (la couleur change en fonction d'un facteur ionique) qui subit un changement de couleur déterminée en présence de certains ions. Il forme un complexe avec les ions présents dans la solution.

## Titrages complexométriques(ou métallochromiques)
En chimie analytique, ces indicateurs sont utilisés dans des titrages pour indiquer le moment exact (point d'équivalence) où tous les ions métalliques dans la solution sont séquestrés par un agent chélateur (le plus souvent EDTA).

## Exemples
- Noir ériochrome T pour le calcium, magnésium, zinc et l'aluminium
- Orange de xylénol pour le gallium, l'indium et le scandium